# 왕광이
왕광이 (王廣義,Wang guangyi,1957~ )은 중국의 현대미술작가이다. 1985년 북방청년예술단체를 조직, 중국 내 ‘85New Wave운동’을 주도하였으며, 중국에서 처음으로 팝아트를 시도한 예술가이다. 문화혁명(1966~1976)의 선전 이미지와 서양 광고의 현대 브랜드명을 활용한 ‘대비판(Great criticism)’ 시리즈로 세계적인 명성을 얻었다.

## 생애
왕광이는 1957년 헤이룽장성의 하얼빈에서 태어났다. 그의 아버지는 중국 북동부의 철도 노동자였다. 왕광이는 다른 사람들과 마찬가지로 문화 혁명을 겪었고 3년 동안 시골 마을에서 일했다.  그는 아버지를 따라 철도 노동자가 되었다.  왕광이는 대학에 입학하기 위해 4년동안 노력을 기울였지만 몇 번의 실패를 겪고 저장미술학원에 입학했다.  그 후 1984년에 유화 부서를 졸업했다. 베이징에서 거주하면서 활동하고 있다.

## 작품

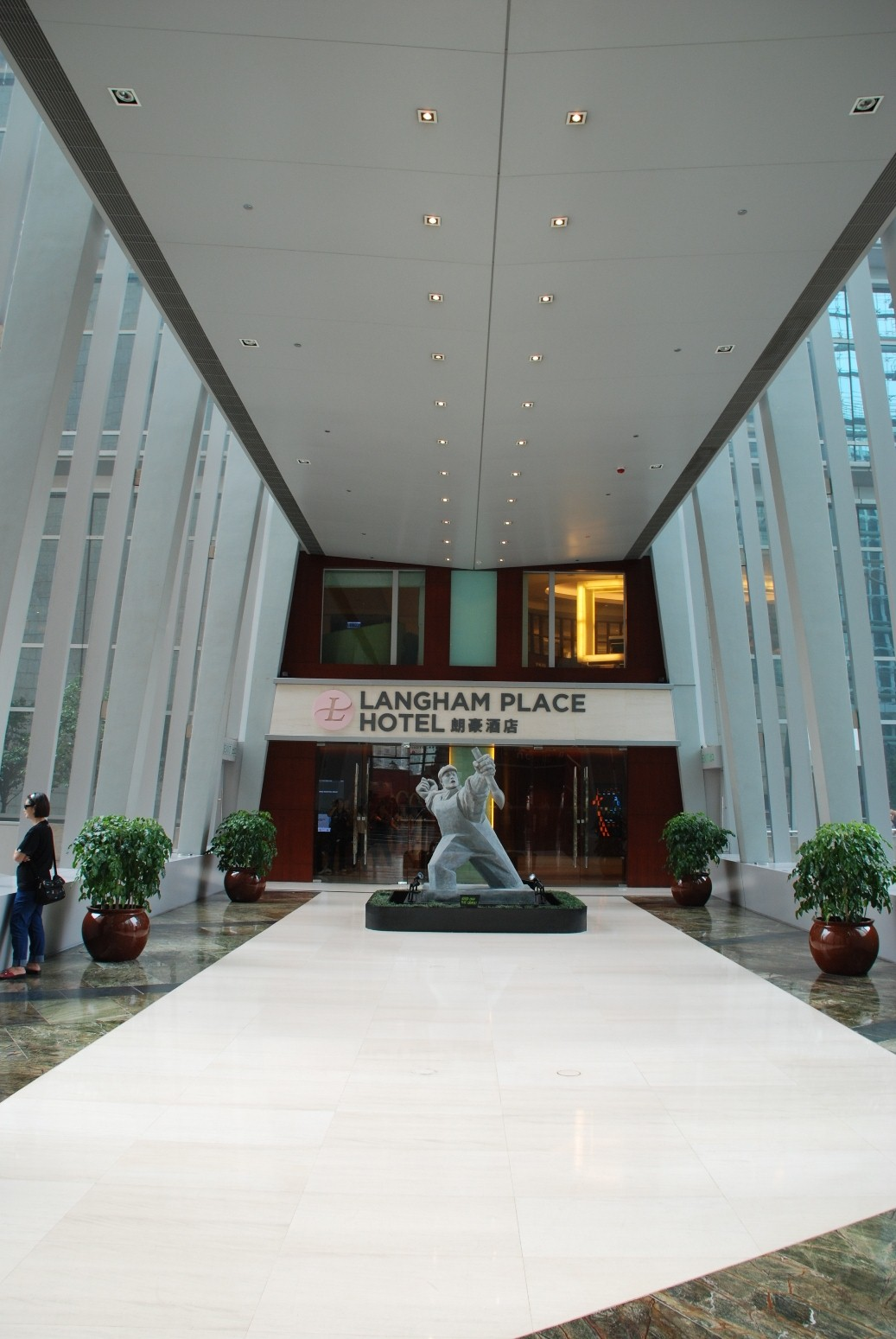
랭햄 아트리움(Langham Place Atrium)은 랭햄 호텔(Langham Place Hotel)과 랭햄 쇼핑 몰(Langham Place Mall) 사이의 고가도로이다. 이 동상은 왕광이의 유물론 시리즈(Materialist Series) 중 하나이다.

그의 작품은 중국에서 정치 팝 장르로 간주된다.

### 초기 작품 - 1980년대 중반
북방은 왕광이의 초기 작품에서 반복되는 주제이다. 그것의 지리적 특성과는 상관 없이, 새로운 신앙이 탄생하는 상징적인 장소로, 개인이 주로 자기 자신과 거래를 해야 하지만 사회로부터 자유로워지지 않는 곳으로 보여진다.  왕광이가 포함된 북방청년예술단체는 서구의 철학과 대결하는 것을 선택했던 냉동 북극 순환(1984~1985)에 힘썼다. 왕광이는 포스트 클래식 시리즈 (1986-1988)에서 종교, 도덕, 신앙 및 이데올로기를 주제로 한 서양 미술의 위대한 작품들을 합성하여 수정하는 작업을 했다. 그 그림들은 다양한 회색 톤을 사용하며, 많은 세부사항 없이 인간의 모습과 그 환경을 캡슐화한다. 왕광이의 목표는 고전 예술 스타일에서 벗어난 스타일의 구체화, 즉 Gombrich에 대한 표현 전략에서 벗어난 새로운 스타일을 정교하게 다듬는 것이었다.

### 위대한 비판, 1990-2007
'대비판(위대한 비판)' 시리즈는 왕광이의 가장 유명한 작품이다. 이 작품은 문화 혁명의 선전 이미지와 서양 광고의 현대적인 로고를 사용한다. 왕광이는 1990년에 이 시리즈를 시작하였다. 2007년, 그것의 국제적인 성공이 작품의 원래 의미, 즉 정치와 상업적 선전은 두 가지 형태의 세뇌를 하는 것이라고 확신하게 되면서 시리즈를 끝냈다.

### 1990년대
VISA (1995-1998), Passport (1994-1995) 및 Virus Carriers (1996-1998) 시리즈 및 설치에는 각각 이름, 장소, 생년월일 및 성별과 함께 유아, 성인 및 개의 이미지가 포함되어 있다. 앞서 언급한 이 작품들의 제목들은 이 이미지들에 각인된다. 작품들은 한 국가에서 다른 국가로 이동하는 것과 관련된 관료적 절차를 주도함으로써, 국가 조직이 개인의 잠재적 위험을 평가할 때 그들 자신의 방어에 기여한다는 것을 보여준다.
왕광이는 강제적인 세뇌가 일어나는 냉전시대에 성숙하여 오늘날까지도 지속되는 호혜적 의심과 다가오는 위험이라는 풍조를 감지하고있다. 그의 작품에선 권력과 개인 사이의 관계를 다루고 있다. 권력은 집단적 두려움을 증가시켜 무방비 상태의 사람들을 갑자기 맞닥뜨릴 수 있는 불확실한 위험에 놓이게 함으로 지배력을 유지한다. 그는 이러한 형태의 심리적 압박으로 인해, 자신의 자유의 일부를 포기하고 새로운 바이러스의 전염에 대한 보호를 대가로 얻는 암묵적인 동의가 권력과 개인 사이에서 형성된다고 주장했다.

### 2000년대
2000년대에는 왕광이의 작품과 초월자 사이의 관계성이 짙어졌다. 사실 '유물론'시리즈 (2001-2005)에 주어진 제목은 모순되는 것이 아니다. 이 일련의 조각품은 선전 이미지에서 가져온 12명의 노동자, 농부 및 군인의 이미지로 만들어졌다. 왕광이의 말에 따르면 이 선전 이미지는 운동으로 표현되는 사람들의 주된 힘 즉,  분노가 이념에 대한 믿음에서 비롯된 것이라고 밝혔다. 그는 이 조각들을 통해 변증법적 유물론을 언급하면서 사람들이 가진 일반적인 느낌에 이미지를 부여하려고 시도했다 - 유물론자는 사회주의 이념을 요약한다는 점에서 중국 역사에서 특히 중요한 의미를 지닌 용어다. 그 이미지들은 사진적 부정에서 따온 것으로 보이며, 화가는 이 작품들에서 전통적인 유화 기술을 사용한다. 하지만 사진에 대한 참조에 의해 만들어진 모호성은 관객이 가지고 있는 친근감을 깨뜨려 작품의 의미에 대한 해석을 열어준다. 왕광이는 이 시리즈 작업을 통해 위대한 유토피아 사이의 공통점, 그들이 인간에게 주는 매력, 그리고 '왜 모든 사람들이 자신의 신앙을 어디에 둘 것인가를 찾을 필요성을 느끼는가'에 대해 스스로에게 질문했다. 냉전의 미학(2007~2008년) 사이클을 구성하는 설비에는 냉전의 역사적 재구성이 포함되어 있다. 이 작품들에서 왕광이는 당시의 중국 정치 풍토의 특징이었던 선전의 심리적 영향을 다루고 있다. 관객들의 심리적인 반응을 불러일으키기 위해 그 시대의 감정, 기후, 사고방식을 느끼게 했다.

## 비판
왕광이는 중국의 누보 부자 로 뽑힐 정도의 백만장자가 되었다. 왕광이의 성공적인 커리어와빠르게 불어난 부는 비판을 함께 불러 일으켰다. 일부 사람들은 그의 작품의 가격과 예술 가치에 의문을 제기했다. 일부 비평가들은 그가 "예술적 독창성을 잃은 작품을 시장에 내놓았으며 이미 성공한 작품을 반복하는 의존하게 되었다"고 주장한다.

## 개인전
왕광이는 다음과 같은 다수의 개인전을 열었다.
- 1993 : Galerie Bellefroid, Paris, France
- 1994 : 홍콩 Hanart TZ Gallery
- 1997 : 스위스 바젤의 갤러리 클라우스 리트만
- 2001 : 믿음의 얼굴, 수빈 아트 갤러리, 싱가포르
- 2003 : 갤러리 Enrico Navarra, 파리, 프랑스
- 2004 : 스위스 루체른 갤러리 Urs Meile
- 2006 : 아라리오 갤러리, 서울
- 2007 : 프랑스 파리 타 데우스 로파 갤러리
- 2008 : 시각 정치, He Xiangning Art Museum, 선전, 중국
- 2008 : 냉전 미학, 런던 Louise Louise Institute
- 2011 : 대화 형 거울 이미지, 탱크 로프트, 충칭 현대 미술 센터, 충칭, 중국
- 2012 : 사물 : 유토피아, 대중 및 개인 신학, 오늘 미술관, 베이징, 중국[10]
- 2012 : 냉전 미학, Pujiang Oversea Chinese Town, 상하이, 중국[11]

## 추가 자료
위키미디어 공용에 왕광이 관련 미디어 분류가 있습니다.
- 카렌 스미스 2003년 광이
- 데이비드 스폴딩. 왕광이의 그림 : 혁명적 행위? 2006년 1월
- Mary Bittner Wiseman (2007). 중국 아방가르드 예술의 파괴적 전략 . 미학 및 예술 비평의 저널 65 (1, 특별 이슈 : 예술과 미학의 세계 이론; 2007년 겨울) : p.   109–119 (구독 필요)
- 데메 트리오 파파 로니. 왕관이 : 작품과 생각 1985-2012 . 밀라노 : 2013년